# Hijó
Hijó (japonsky: 飛鷹) byla první letadlová loď japonského císařského námořnictva třídy Hijó. Vznikla přestavbou rozestavěného zaoceánského parníku Idzumo Maru (出雲丸) Japonské parolodní poštovní společnosti, o prostornosti 27 700 tun.
Jejím prvním nasazením během bojů v Pacifiku byla podpora japonské protiofenzivy na Guadalcanalu, která vedla k bitvě u Santa Cruz. Té se ale Hijó nezúčastnila, neboť 17. října 1942 vypukl požár ve strojovně a Hijó se musela vrátit na Truk a později do Japonska.
Po návratu z Japonska na Truk se v dubnu 1943 její letadla podílela na operaci I, která byla japonským pokusem o zvrácení poměrů v Šalomounových ostrovech. Dne 12. dubna 1943 byla lehce poškozena střepinami během amerického náletu na Truk a v květnu se opět stáhla do Japonska. Když 10. června vyplula z Jokosuky na Truk, byla záhy po vyplutí torpédována ponorkou USS Trigger a musela se vrátit zpět. Její letouny po dobu oprav operovaly z letadlové lodě Rjúhó.
V červnu 1944 se zúčastnila bitvy ve Filipínském moři, ve které byla 20. června odpoledne zasažena dvěma pumami a jedním torpédem Bliss-Leavitt Mark 13, které „doručily“ letouny z letadlových lodí USS Enterprise a USS Belleau Wood. Navíc jeden zasažený a hořící TBF Avenger zavadil o lodní ostrov a poté se zřítil do moře. Po dvou hodinách došlo k velké explozi způsobené buďto zásahem torpéda z ponorky a nebo vznícením palivových výparů a následně se potopila se ztrátou 247 důstojníků a mužů posádky.

## Vývoj a provedení
Hijó byla lehkou letadlovou lodí, která vznikla přestavbou ze zaoceánského parníku Idzumo Maru. To se negativně projevilo na výkonech pohonného ústrojí, neboť stroje – původně určené pro pohon parníku – neměly dostačující výkon pro letadlovou loď. Výsledkem bylo, že Hijó nemohla držet krok s velkými a rychlými letadlovými loděmi (dokonce i nejpomalejší loď Nagumovy Kidó Butai Kaga byla rychlejší o 3 uzly [5,6 km/h]).
Hijó se stala druhou dokončenou japonskou letadlovou lodí (po svojí sestře), která měla komín spojený s nástavbou. Hijó měla dva nad sebou umístěné uzavřené nepancéřované hangáry. Letadla na palubu dopravovaly dva výtahy.

### Označování letounů palubní skupinyHijó
Letouny palubní skupiny Hijó (飛鷹飛行機隊 Hijó hikókitai) byly v průběhu služby letadlové lodě označovány na kýlovce kódem, dle následujícího schématu: [kód Hijó]-[taktické číslo]. Identifikační kód Hijó se v průběhu služby měnil. Po ztrátě čtyř letadlových lodí v bitvě u Midway (červen 1942) nesly letouny Hijó identifikační kód A2-1, který doplňoval jeden žlutý pruh na trupu letadel. Od počátku roku 1944, když na lodi působila část kókútai 652 (航空隊 ~ letecký pluk/skupina), nesly letouny Hijó identifikační kód 322 (3 – palubní letoun, 2 – 2. kókú sentai [航空戦隊 ~ divize letadlových lodí], 2 – pořadí Hijó ve 2. kókú sentai). Později byl kód zkrácen na 22.

## Služba
Hijó se zúčastnila války v Tichomoří. Její letecké vybavení na začátku války tvořilo dvanáct stíhaček Mitsubishi A6M Zero, osmnáct střemhlavých bombardérů Aichi D3A „Val" a osmnáct torpédových letounů Nakajima B5N „Kate".
Dne 10. listopadu 1944 byla Hijó vyškrtnuta ze seznamu lodí japonského císařského námořnictva.